# Орлова, Серафима Юрьевна
Серафи́ма Ю́рьевна Орло́ва (27 февраля 1989, Омск) — российский детский писатель, драматург и театральный деятель.

## Биография
Серафима Орлова родилась 27 февраля 1989 года в Омске в семье театральных деятелей: мама и бабушка — актрисы Омского ТЮЗа, отец работал там заведующим музыкальной частью. Окончила филологический факультет ОмГУ им. Ф. М. Достоевского.

### Творчество
Принимала участие в совещании молодых писателей в Липках (2013), фестивале «Молодые писатели вокруг Детгиза» в Петербурге (2014) и др.
В 2013—2014 годах была заведующей литературной частью в омском ТЮЗе. В это время написала первую пьесу «Дерево без цветов».
В марте 2015 года создала и возглавила театральный проект «Вишнёвый шкаф» (на базе омской молодёжной организации «Дача Онегина»). «Вишнёвый шкаф» нацелен на популяризацию современной актуальной драматургии, на знакомство театральных деятелей города и широкой публики с новыми авторами и на привлечение внимания молодёжи к современному театру и его возможностям.
В 2019 году выпустила роман «Голова-жестянка». В 2023 году по роману был снят одноимённый фильм (реж. И. Капитонов), причём Орлова была одним из его сценаристов.
Читки пьес Серафимы Орловой проходили в Москве в МХТ им. А. П. Чехова и РАМТе, в Новосибирске и Омске.

## Премии и награды
- 2013 — лауреат литературной премии им. Ф. М. Достоевского, Омск (номинация «Проза», поощрительная премия)
- 2013 — лауреат конкурса к столетию драматурга В. Розова, Москва
- 2014 — Лонг-лист «Любимовки-2014»
- 2015 — победитель конкурса проектов на молодёжном форуме «Таврида-2015», приз — грант на театральный проект «Сорокин» по произведениям омского писателя Антона Сорокина, (проект включал в себя постановку спектакля, выставку, перформансы и радиоспектакль)
- 2016 — Шорт-лист международного Биеннале современной драматургии «Свободный театр»
- 2016 — лауреат конкурса «Ремарка-2016» (пьеса «Профессор музыки»)
- 2016 — победитель конкурса «В поисках новой пьесы-2016»[6]
- 2017 — победитель конкурса «В поисках новой пьесы-2017»[6]
- 2018 — Шорт-лист «Маленькой Ремарки»-2018
- 2018 — Короткий список «Книгуру»-2018[9]
- 2018 — Лауреат Премии В. П. Крапивина 2018 («Голова-жестянка»)[10]
- 2018-2019 — Участник лаборатории «Практика постдраматурга»
- 2019 — Короткий список литературной премии для молодых писателей ФИКШН35[11]
- 2020 —  шорт-лист «Любимовки»[12]

### Пьесы
- «Дерево без цветов» (2013)
- «Гилонома» (2014)
- «Сто мёртвых воздушных шаров» (2014)
- «Хочу по правде» (2014)
- «Профессор музыка (Настоящие вещи)» (2016)
- «Аста» (2017)

### Проза
- «Ловля рыбки в мутной воде» (2013)
- «Коконы» (2016)
- «Химера» (2017)
- «Голова-жестянка» (2018)

## Семья
- Дед по матери — актёр Пётр Сергеевич Вельяминов (1926—2009), народный артист СССР.
- Бабушка по матери — актриса Людмила Вельяминова (1923—2012), заслуженная артистка РСФСР.
- Мать — актриса Екатерина Петровна Вельяминова (род. 1953), заслуженная артистка России.
- Отец — Юрий Орлов, окончил теоретико-композиторский факультет НГК им. М. И. Глинки.
- Сестра — Наталия Смирнова, художник, преподаватель.